# На завой
„На завой“ е първият български политически роман, написан от Димитър Талев, публикуван през 1940 година от библиотека „Завети“ в тираж 5000 броя. Автор на оригиналната корица е художникът Александър Жендов.
Проследява историята на Крум Кошеров, който на младини се е увличал от социалистически идеи, за да скъса с тях при завръщането си от чужбина в България по време на управлението на Андрей Ляпчев през 1929 година. Критиката, в лицето на Йордан Бадев и Георги Константинов, приема положително литературната творба. Романът е отличен с наградата „Веселина Дервентска - д-р Т. Михайлова“.
Книгата е инкриминирана след Деветосептемврийския преврат от 1944 година, а авторът ѝ е интерниран в концлагери неколкократно след 1948 година.
След демократичните промени от 1989 година книгата е преиздадена неколкократно.